# Canton de Pont-à-Mousson
Le canton de Pont-à-Mousson est une circonscription électorale française située dans le département de Meurthe-et-Moselle et la région Grand Est.

## Géographie
Ce canton est organisé autour de Pont-à-Mousson dans les arrondissements de Nancy, Briey et Toul. Son altitude varie de 171 m (Arnaville et Pagny-sur-Moselle) à 398 m (Vittonville) pour une altitude moyenne de 228 m.

## Histoire
C'est un ancien canton du département de la Meurthe. Resté français conformément au traité de Francfort de 1871, il a été intégré au nouveau département de Meurthe-et-Moselle.
Il a été scindé par décret du 24 décembre 1984 pour former le canton de Dieulouard.
Par décret du 26 février 2014, le nombre de cantons du département est divisé par deux, avec mise en application aux élections départementales de mars 2015. Le canton de Pont-à-Mousson est conservé et s'agrandit. Il passe de 17 à 24 communes.

## Représentation

### Conseillers généraux de 1833 à 2015
| Période | Période      | Identité                                              | Étiquette                | Qualité |
| ------- | ------------ | ----------------------------------------------------- | ------------------------ | --- |
| 1833    | 1837 (décès) | Pierre Sébastien Barthélemy Thouvenel                 | Libéral                  | Médecin à Pont-à-Mousson Ancien député (1827-1831) |
| 1837    | 1845         | M. André ainé                                         |                          | Propriétaire à Pont-à-Mousson |
| 1845    | 1848         | Baron Louis-René Viard (1795-1859)                    | Droite                   | Avocat, ancien conseiller municipal de Toul, propriétaire à Pont-à-Mousson, conseiller d'arrondissement                                                      |
| 1848    | 1871         | Jean Joseph Magot                                     |                          | Propriétaire, maire de Pont-à-Mousson |
| 1871    | 1877         | Emile Gourier                                         | Républicain              | Propriétaire, conseiller municipal de Pagny-sur-Moselle |
| 1877    | 1883         | Charles Munier                                        | UR                       | Ancien notaire, Maire de Pont-à-Mousson (1871-1885) Député (1885-1889)                                                                                       |
| 1889    | 1895         | Jules Brice                                           | Nationaliste             | Propriétaire-agriculteur à Montauville Député (1893-1905) Maire de Montauville (1860-1905)                                                                   |
| 1895    | 1901         | Louis-Félix Baurin                                    | Républicain              | Docteur en médecine à Blénod-lès-Pont-à-Mousson |
| 1901    | 1919         | Alphonse Bonnette                                     | Républicain Progressiste | Rentier à Pont-à-Mousson |
| 1919    | 1924 (décès) | Charles-Félix Gouvy (1861-1924)                       | Bloc national            | Maître de forges à Dieulouard |
| 1925    | 1940         | Frédéric (Fred) Gouvy (1890-1976 - fils du précédent) | URD                      | Maître de forges à Dieulouard Nommé membre de la Commission administrative départementale en 1941 Nommé conseiller départemental en 1943                     |
|         |              |                                                       |                          | |
| 1945    | 1964         | Frédéric Gouvy                                        | RI                       | Maître de forges à Dieulouard |
| 1964    | 1976         | Jules Jeanclaude                                      | Rad.                     | Médecin Maire de Pagny-sur-Moselle Suppléant de Jean-Jacques Servan-Schreiber                                                                                |
| 1976    | 1982         | Yvon Tondon                                           | PS                       | Ouvrier électricien dans la sidérurgie Député (1978-1986) Maire de Pont-à-Mousson (1989-1995)                                                                |
| 1982    | 1985         | Michel Bertelle                                       | PCF                      | Syndicaliste CGT, ancien conseiller régional (1979-1982) Maire de Blénod-lès-Pont-à-Mousson (1977-1987) Élu en 1985 dans le Canton de Dieulouard (1985-1987) |
| 1985    | 1987         | Yvon Tondon                                           | PS                       | Conseiller régional de Lorraine (1986-1998) Élu en 1987 dans le Canton de Dieulouard                                                                         |
| 1987    | 1992         | Bernard Guy                                           | CNI                      | Huissier de justice Maire de Pont-à-Mousson (1963-1989) Ancien suppléant du député UNR Roger Souchal (1958-1962)                                             |
| 1992    | 1998         | Robert Portelance (1927-2011)                         | DVD                      | Premier adjoint au maire de Pont-à-Mousson (1995-2001) |
| 1998    | 2004         | Henry Lemoine                                         | DVD puis UMP             | Cadre supérieur Maire de Pont-à-Mousson depuis 1995 |
| 2004    | 2015         | Noël Guérard                                          | PS                       | Technicien Maire de Lesménils |

### Conseillers d'arrondissement (de 1833 à 1940)
| Période                                  | Période      | Identité                                     | Étiquette            | Qualité |
| ---------------------------------------- | ------------ | -------------------------------------------- | -------------------- | --- |
| 1833                                     | 1845         | Baron Louis-René Viard (1795-1859)           | Droite               | Avocat, ancien conseiller municipal de Toul, propriétaire à Pont-à-Mousson                                  |
| 1845                                     | 1848         | Jacques Sigisbert Edouard Mougin (1796-1877) |                      | Maitre verrier, directeur des verreries de Portieux, propriétaire à Pont-à-Mousson                          |
|                                          |              |                                              |                      | |
| 1886                                     | 1894 (décès) | Marcel Lombard                               |                      | Viticulteur, maire de Norroy                                                                                |
| 1894                                     | 1904         | Dominique Belin                              | Républicain          | Agriculteur, maire de Vandières                                                                             |
| 1904                                     | 1910         | Bertrand Gillet                              | Républicain Antibloc | Géomètre à Nancy                                                                                            |
| 1910                                     | 1919         | Joseph-Alfred Songeur                        | Progressiste         | Propriétaire-agriculteur, maire de Maidières (1897-?)                                                       |
| 1919                                     | 1940         | Henri Lanno                                  | Libéral-URD          | Cultivateur à Pont-à-Mousson                                                                                |
| 1940                                     |              |                                              |                      | Les conseils d'arrondissement ont été suspendus par la loi du 12 octobre 1940 et n'ont jamais été réactivés |
| Les données manquantes sont à compléter. |              |                                              |                      | |

### Conseillers départementaux à partir de 2015
| Période élective | Période élective | Mandat | Mandat   | Identité                                   | Nuance | Nuance | Qualité                                                          |
| ---------------- | ---------------- | ------ | -------- | ------------------------------------------ | ------ | ------ | ---------------------------------------------------------------- |
| 2015             | 2021             | 2015   | 2021     | Maryse Altermatt                           |        | DVD    | Infirmière, Pagny-sur-Moselle                                    |
| 2015             | 2021             | 2015   | 2021     | Stéphane Pizelle                           |        | LR     | Expert-comptable, conseiller municipal délégué de Pont-à-Mousson |
| 2021             | 2028             | 2021   | en cours | Jennifer Barreau                           |        | PS     | Conseillère municipale de Pont-à-Mousson                         |
| 2021             | 2028             | 2021   | en cours | Bernard Bertelle (fils de Michel Bertelle) |        | PCF    | Cadre, Maire de Blénod-lès-Pont-à-Mousson depuis 2014            |

### Résultats détaillés

#### Élections de mars 2015
À l'issue du 1er tour des élections départementales de 2015, deux binômes sont en ballottage : Barbara Hoffmann et Dominique Sauget (FN, 32,45 %) et Maryse Altermatt et Stéphane Pizelle (Union de la Droite, 27,79 %). Le taux de participation est de 44,4 % (11 090 votants sur 24 975 inscrits) contre 48,16 % au niveau départemental et 50,17 % au niveau national.
Au second tour, Maryse Altermatt et Stéphane Pizelle (Union de la Droite) sont élus avec 59,04 % des suffrages exprimés et un taux de participation de 44,09 % (5 824 voix pour 11 007 votants et 24 963 inscrits).

#### Élections de juin 2021
Le premier tour des élections départementales de 2021 est marqué par un très faible taux de participation (33,26 % au niveau national). Dans le canton de Pont-à-Mousson, ce taux de participation est de 28,56 % (7 039 votants sur 24 649 inscrits) contre 29,74 % au niveau départemental. À l'issue de ce premier tour, deux binômes sont en ballottage : Jennifer Barreau et Bernard Bertelle (Union à gauche avec des écologistes, 40,62 %) et Marlène Curina Prillieux et Stéphane Pizelle (Union au centre et à droite, 32,53 %).
Le second tour des élections est marqué une nouvelle fois par une abstention massive équivalente au premier tour. Les taux de participation sont de 34,36 % au niveau national, 30,76 % dans le département et 30,14 % dans le canton de Pont-à-Mousson. Jennifer Barreau et Bernard Bertelle (Union à gauche avec des écologistes) sont élus avec 51,61 % des suffrages exprimés (3 533 voix pour 7 433 votants et 24 661 inscrits),,. 

## Composition

### Composition avant 1984
Avant le redécoupage de 1984, le canton était composé de 28 communes.
- Atton,
- Autreville-sur-Moselle,
- Belleville,
- Bezaumont,
- Blénod-lès-Pont-à-Mousson,
- Bouxières-sous-Froidmont,
- Champey-sur-Moselle,
- Dieulouard,
- Fey-en-Haye,
- Jezainville,
- Landremont,
- Lesménils,
- Loisy,
- Maidières,
- Millery,
- Montauville,
- Morville-sur-Seille,
- Mousson,
- Norroy-lès-Pont-à-Mousson,
- Pagny-sur-Moselle,
- Pont-à-Mousson,
- Port-sur-Seille,
- Prény,
- Sainte-Geneviève,
- Vandières,
- Ville-au-Val,
- Villers-sous-Prény,
- Vittonville.

### Composition de 1984 à 2015

Situation du canton de Pont-à-Mousson dans le département de Meurthe-et-Moselle avant 2015.

Le canton de Pont-à-Mousson regroupait 17 communes.
| Nom                        | Code Insee | Codepostal | Superficie (km2) | Population (dernière pop. légale) | Densité (hab./km2) |
| -------------------------- | ---------- | ---------- | ---------------- | --------------------------------- | ------------------ |
| Pont-à-Mousson (chef-lieu) | 54431      | 54700      | 21,60            | 15 053 (2012)                     | 697                |
| Atton                      | 54027      | 54700      | 15,38            | 789 (2012)                        | 51                 |
| Autreville-sur-Moselle     | 54031      | 54380      | 4,49             | 264 (2012)                        | 59                 |
| Belleville                 | 54060      | 54940      | 10,22            | 1 423 (2012)                      | 139                |
| Bezaumont                  | 54072      | 54380      | 4,26             | 240 (2012)                        | 56                 |
| Bouxières-sous-Froidmont   | 54091      | 54700      | 7,71             | 301 (2012)                        | 39                 |
| Champey-sur-Moselle        | 54114      | 54700      | 2,42             | 361 (2012)                        | 149                |
| Landremont                 | 54294      | 54380      | 5,52             | 133 (2012)                        | 24                 |
| Lesménils                  | 54312      | 54700      | 10,84            | 500 (2012)                        | 46                 |
| Loisy                      | 54320      | 54700      | 5,58             | 326 (2012)                        | 58                 |
| Millery                    | 54369      | 54670      | 7,48             | 649 (2012)                        | 87                 |
| Morville-sur-Seille        | 54387      | 54700      | 5,34             | 130 (2012)                        | 24                 |
| Mousson                    | 54390      | 54700      | 5,73             | 120 (2012)                        | 21                 |
| Port-sur-Seille            | 54433      | 54700      | 6,37             | 222 (2012)                        | 35                 |
| Sainte-Geneviève           | 54474      | 54700      | 7,14             | 189 (2012)                        | 26                 |
| Ville-au-Val               | 54569      | 54380      | 5,79             | 189 (2012)                        | 33                 |
| Vittonville                | 54589      | 54700      | 4,03             | 127 (2012)                        | 32                 |

## Composition après 2015
Le canton de Pont-à-Mousson comprend désormais vingt-quatre communes.
| Nom                                    | Code Insee | Intercommunalité               | Superficie (km2) | Population (dernière pop. légale) | Densité (hab./km2) | Modifier                                    |
| -------------------------------------- | ---------- | ------------------------------ | ---------------- | --------------------------------- | ------------------ | ------------------------------------------- |
| Pont-à-Mousson (bureau centralisateur) | 54431      | CC du Bassin de Pont-à-Mousson | 21,60            | 14 383 (2022)                     | 666                | modifier les données · modifier les données |
| Arnaville                              | 54022      | CC Mad et Moselle              | 5,22             | 561 (2022)                        | 107                | modifier les données · modifier les données |
| Atton                                  | 54027      | CC du Bassin de Pont-à-Mousson | 15,38            | 899 (2022)                        | 58                 | modifier les données · modifier les données |
| Bayonville-sur-Mad                     | 54055      | CC Mad et Moselle              | 9,39             | 330 (2022)                        | 35                 | modifier les données · modifier les données |
| Blénod-lès-Pont-à-Mousson              | 54079      | CC du Bassin de Pont-à-Mousson | 9,58             | 4 649 (2022)                      | 485                | modifier les données · modifier les données |
| Bouxières-sous-Froidmont               | 54091      | CC du Bassin de Pont-à-Mousson | 7,71             | 420 (2022)                        | 54                 | modifier les données · modifier les données |
| Champey-sur-Moselle                    | 54114      | CC du Bassin de Pont-à-Mousson | 2,42             | 316 (2022)                        | 131                | modifier les données · modifier les données |
| Fey-en-Haye                            | 54193      | CC Mad et Moselle              | 7,05             | 59 (2022)                         | 8,4                | modifier les données · modifier les données |
| Jezainville                            | 54279      | CC du Bassin de Pont-à-Mousson | 18,19            | 1 016 (2022)                      | 56                 | modifier les données · modifier les données |
| Lesménils                              | 54312      | CC du Bassin de Pont-à-Mousson | 10,84            | 503 (2022)                        | 46                 | modifier les données · modifier les données |
| Loisy                                  | 54320      | CC du Bassin de Pont-à-Mousson | 5,58             | 323 (2022)                        | 58                 | modifier les données · modifier les données |
| Maidières                              | 54332      | CC du Bassin de Pont-à-Mousson | 1,81             | 1 495 (2022)                      | 826                | modifier les données · modifier les données |
| Montauville                            | 54375      | CC du Bassin de Pont-à-Mousson | 16,19            | 1 089 (2022)                      | 67                 | modifier les données · modifier les données |
| Mousson                                | 54390      | CC du Bassin de Pont-à-Mousson | 5,73             | 102 (2022)                        | 18                 | modifier les données · modifier les données |
| Norroy-lès-Pont-à-Mousson              | 54403      | CC du Bassin de Pont-à-Mousson | 5,89             | 1 161 (2022)                      | 197                | modifier les données · modifier les données |
| Onville                                | 54410      | CC Mad et Moselle              | 9,27             | 509 (2022)                        | 55                 | modifier les données · modifier les données |
| Pagny-sur-Moselle                      | 54415      | CC du Bassin de Pont-à-Mousson | 11,20            | 3 953 (2022)                      | 353                | modifier les données · modifier les données |
| Prény                                  | 54435      | CC Mad et Moselle              | 15,09            | 373 (2022)                        | 25                 | modifier les données · modifier les données |
| Vandelainville                         | 54544      | CC Mad et Moselle              | 1,36             | 142 (2022)                        | 104                | modifier les données · modifier les données |
| Vandières                              | 54546      | CC du Bassin de Pont-à-Mousson | 12,35            | 932 (2022)                        | 75                 | modifier les données · modifier les données |
| Villecey-sur-Mad                       | 54570      | CC Mad et Moselle              | 7,41             | 343 (2022)                        | 46                 | modifier les données · modifier les données |
| Villers-sous-Prény                     | 54579      | CC du Bassin de Pont-à-Mousson | 6,17             | 330 (2022)                        | 53                 | modifier les données · modifier les données |
| Vittonville                            | 54589      | CC du Bassin de Pont-à-Mousson | 4,03             | 126 (2022)                        | 31                 | modifier les données · modifier les données |
| Waville                                | 54593      | CC Mad et Moselle              | 11,43            | 436 (2022)                        | 38                 | modifier les données · modifier les données |
| Canton de Pont-à-Mousson               | 5418       |                                | 220,89           | 34 450 (2022)                     | 156                | modifier les données                        |

## Démographie

### Démographie avant 2015
| 1962   | 1968   | 1975   | 1982   | 1990   | 1999   | 2006   | 2011   | 2012   |
| ------ | ------ | ------ | ------ | ------ | ------ | ------ | ------ | ------ |
| 17 248 | 17 852 | 19 234 | 19 584 | 19 861 | 19 875 | 19 711 | 20 896 | 21 016 |

### Démographie depuis 2015
En 2022, le canton comptait 34 450 habitants, en évolution de −0,17 % par rapport à 2016 (Meurthe-et-Moselle : −0,13 %, France hors Mayotte : +2,11 %).
| 2013   | 2018   | 2022   |
| ------ | ------ | ------ |
| 34 740 | 34 558 | 34 450 |